# 松田千恵子
松田 千恵子（まつだ ちえこ、1964年11月18日 - ）は、日本の経営コンサルタント、経営学者。コーポレイト・ディレクションパートナー、ブーズ・アンド・カンパニーパートナーを経て、東京都立大学大学院経営学研究科教授、エステー取締役、レゾナック取締役、日立化成取締役、イオンフィナンシャルサービス取締役、フォスター電機取締役、キリンホールディングス取締役、サトーホールディングス取締役、IHI取締役、旭化成取締役、豊田通商取締役等を歴任。

## 人物・経歴
東京都出身。高等学校時代はフランス語を学び、1987年東京外国語大学外国語学部ドイツ語学科卒業、日本長期信用銀行入行。1998年ムーディーズジャパン入社。2001年国立土木学校経営学修士（MBA）。同年コーポレイト・ディレクションパートナー。
2002年日本CFO協会主任研究員。2006年マトリックス代表取締役、ブーズ・アンド・カンパニーヴァイスプレジデント（パートナー）。2011年首都大学東京大学院社会科学研究科教授、首都大学東京都市教養学部教授。
2012年エステー取締役、サトーホールディングス監査役。2013年レゾナック取締役、日立化成取締役。2014年イオンフィナンシャルサービス取締役。
2015年筑波大学大学院企業科学専攻システムマネジメントコース博士後期課程修了、博士（経営学）。同年フォスター電機取締役。2016年キリンホールディングス監査役、サトーホールディングス取締役。
2019年公認会計士試験試験委員。2020年東京都立大学経済経営学部経済経営学科経済学コース・経営学コース教授、東京都立大学大学院経営学研究科経営学専攻教授、キリンホールディングス取締役、IHI取締役、T&Dホールディングス取締役。2023年旭化成取締役、豊田通商取締役。
一橋大学大学院経営管理研究科特任教授、東京外国語大学監事、経営研究所理事、国際戦略経営研究学会理事、日本経営倫理学会理事、経済産業省産業構造審議会産業金融部会委員、内閣府M&A研究会委員、行政改革推進本部行政減量・効率化有識者会議政策金融改革ワーキングチーム委員、東京外国語大学経営評議会委員、国際協力銀行リスクアドバイザリー委員会委員、海外交通都市開発事業支援機構取締役なども歴任。

## 著書
- 『格付けはなぜ下がるのか? : 大倒産時代の信用リスク入門』日経BP社 2002年
- 『デットIR : 新時代の戦略財務』シグマベイスキャピタル 2004年
- 『機関投資家対応IR・株主総会マニュアル』（香田温子, 斎藤誠と共著）中央経済社 2007年
- 『最新コーポレートファイナンスがよ～くわかる本 : グローバルビジネスの共通言語』（岸本義之と共著）秀和システム 2007年
- 『ファイナンスの理論と実務 : 多様化する企業の資金調達と新しい融資業務』金融財政事情研究会 2007年
- 『最新コーポレートファイナンスの理論と仕組みがよ～くわかる本 : 企業財務のノウハウを徹底解説！』（岸本義之と共著）秀和システム 2011年
- 『国債・非常事態宣言 : 「3年以内の暴落」へのカウントダウン』朝日新聞出版 2011年
- 『グループ経営入門 : グローバルな成長のための本社の仕事』税務経理協会 2013年
- 『これならわかるコーポレートガバナンスの教科書』日経BP社 2015年
- 『コーポレート・ファイナンス実務の教科書 : グループ経営管理からM&Aまで』日本実業出版社 2016年
- 『ESG経営を強くするコーポレートガバナンスの実践』日経BP社 2018年
- 『サステナブル経営と資本市場』（北川哲雄, 佐藤淑子, 加藤晃と共著）日本経済新聞出版社 2019年
- 『経営改革の教室 : 会社を変えるために何ができるだろうか。』（編著）中央経済社 2020年
- 『最新コーポレートファイナンスの基本と実践がよ～くわかる本 : ファイナンスの考え方を身につける！』秀和システム 2021年
- 『サステナブル経営とコーポレートガバナンスの進化』日経BP 2021年
- 『事業ポートフォリオマネジメント入門 : 資本コスト経営の理論と実践』（神崎清志と共著）中央経済社 2022年